# دختر فروشنده (فیلم)
دختر فروشنده (به انگلیسی: Shopgirl) فیلمی محصول سال ۲۰۰۵ و به کارگردانی آناند تاکر است. در این فیلم بازیگرانی همچون استیو مارتین، کلر دینز، جیسون شوارتزمن، بریجت ویلسون، سم باتمز، فرانسیس کانروی، ربکا پیدگئون، سامانتا شلتون و کلاید کوساتسو ایفای نقش کرده‌اند.